# Ca l'Agustí (Palau de Noguera)
Ca l'Agustí és un habitatge protegit com a bé cultural d'interès local al Carrer del Forn al centre del nucli urbà de Palau de Noguera.
És un habitatge unifamiliar construït entre mitgeres, amb planta baixa i pis. Distribució característica de magatzem als baixos i habitatge al pis. Destaquen, en la façana, dues de les obertures: el portal d'accés i la finestra superior, situada en el mateix eix. Presenta un gran portal definit per un arc de mig punt, de grans dovelles amb l'extradós motllurat fins a la línia d'imposta i amb escut a la clau, amb iconografia desapareguda. La finestra del pis superior presenta un trenca aigües de forma conopial amb decoració escultòrica a les dues petites impostes. La façana presenta un aparell regular de carreus ben definits excepte la part inferior, on es diferencien carreus irregulars. Culminen la façana un conjunt de mènsules amb el perfil arrodonit. Hagué un temps que es feu servir de caserna.